# Magdalena León Gómez
Magdalena León Gómez (Barichara, Santander, 30 de junio de 1939) es una trabajadora social feminista colombiana especializada en investigación social y estudios de las mujeres. Formada con los fundadores de la sociología colombiana Orlando Fals y Camilo Torres, trasladó el marco retórico y discursivo al análisis de la realidad empírica utilizando la encuesta, la sistematización y el análisis de datos para conocer la realidad sobre el terreno, no sólo de Colombia sino también de América Latina.
Ha trabajado en formulación de políticas orientadas al avance de las mujeres. Es autora de La mujer y el desarrollo en Colombia (1977), reconocido como el trabajo social que inauguró desde una perspectiva nacional el tema de la mujer y el desarrollo en Colombia, tanto por su incidencia en el ámbito académico como por su impacto en la formulación de políticas públicas. Destacan también sus investigaciones estableciendo un enfoque de género sobre las políticas de redistribución que permitieron el reconocimiento del trabajo de las mujeres en el mundo rural y agrario, reivindicando la propiedad de la tierra para las mujeres como clave del desarrollo y la lucha contra la pobreza.

## Biografía
Nació en el pequeño pueblo de Barichara, en la provincia de Santander, siendo la quinta de nueve hermanos, siete mujeres y dos varones. Hija de Juan Francisco León, un comerciante liberal dueño de un almacén de telas, contó con el afecto y cuidado de dos madres: su madre Lola Gómez de León y la tía Tata, explica Magdalena rememorando su historia. Se traslada su familia a Bucaramanga, cuando ella contaba 7 años.
Comenzó el tercer año de primaria en el colegio de las monjas franciscanas y allí mismo se graduó como bachiller. En quinto de bachillerto llegó al colegio  una niña llamada Monserrat Ordóñez, futura literata, con quien entabló amistad. Educada en Barcelona y con una amplia biblioteca, le facilitó a  Magdalena León la conexión con los libros, despertando su pasión por el conocimiento.
En compañía de su hermano mayor, que había estudiado medicina, se trasladó a Bogotá para matricularse en la Universidad Nacional de Colombia. Pensó en estudiar  economía hasta que "reclutada" por Orlando Fals Borda y Camilo Torres Restrepo, pionero de la Teología de la Liberación y cofundador de la primera facultad de Sociología de América Latina, ingresó a la primera promoción de sociología, una carrera recién fundada en la Universidad Nacional (1959-1962).
El grupo de compañeros, inicialmente formado por cuatro mujeres y unos doce o trece hombres, estaba liderado por Fals Borda,  Camilo Torres y Andrew Pierce, y posteriormente se incorporaron otros docentes, como Virginia Gutiérrez de Pineda. Estudió  sociología rural, materia impartida por Orlando Fals Borda, que incluía salidas al campo para conocer y transformar la realidad; metodología con Camilo Torres, con quien visitaba los barrios pobres de Bogotá; y antropología de la familia, con Virginia Gutiérrez de Pineda, quien realizaba en esa época la investigación pionera sobre la familia en Colombia.
Se graduó en 1963 y logró una beca de la Fundación Rockefeller para estudiar en la Universidad de Washington. De regreso a Colombia se vinculó como docente a la Universidad Nacional de Colombia, dictando el curso de Estructura de clases y estratificación social.
En 1967 se casó con Francisco Leal, estudiante de sociología. Nació su primera hija Claudia María y se trasladó de nuevo a Estados Unidos, a la Universidad de Wisconsin. Posteriormente nació su segunda hija, Marta Viviana. Es la época en la que conoció a una feminista española con quien compartió reflexiones sobre las vivencias de ser mujer. En las librerías empezaban a circular libros y autoras clave como Betty Friedan y  La mística de la feminidad, aunque según ha explicado posteriormente la profesora León de Leal en ese momento  no tuvo contacto directo con el feminismo liberal ni con el feminismo  radical que surgía en Estados Unidos. Fue a su regreso de nuevo a Colombia cuando se interesó en comprender qué pasaba con las mujeres de su país.
En 1974, a propuesta de la Asociación Colombiana para el Estudio de la Población (ACEP), se vinculó al proyecto «La participación de la mujer en los procesos de desarrollo económico y social de Colombia». A partir de la hipótesis de que los procesos de desarrollo mejoraban las condiciones de vida de las mujeres en las sociedades en tránsito hacia la modernización, la investigación se propuso establecer el grado de participación femenina en las áreas más importantes para el avance social y establecer los factores que promovían o impedían dicha participación. León foirmóparte de  un equipo interdisciplinario de investigación integrado por Virginia Gutiérrez de Pineda, Cecilia López, Josefina Amézquita de Almeyda, Patricia Pinzón de Lewin, Hernando Ochoa y Dora Rothlisberger entre otros. Empezaron a trabajar con las mujeres del medio urbano. Su trabajo se publicó en 1977 con el título La mujer y el desarrollo en Colombia reconocido como el trabajo que inauguró desde una perspectiva nacional  el tema de la mujer y el desarrollo en Colombia, por su incidencia en el ámbito académico como por su impacto en la formulación de políticas públicas.
Tras 15 años de investigaciones, en 1989 dejó la ACEP y regresó en 1990 a la Universidad Nacional de Colombia .Participó en el Grupo Mujer y Sociedad, y  reingresó como profesora de planta del departamento de Trabajo social.
En 1994 creó el Fondo de Documentación Mujer y Género: Ofelia Uribe de Acosta, que dirigió hasta 1999. También impulsó la creación de redes de estudio: en 1995 se creó la Red de Masculinidad y en 1996 la Red de mujeres y participación política, en la cual confluyeron mujeres académicas, sindicalistas, políticas, de las ONG y líderes de base.
Entre 1995 y 1999, durante sus últimos años en la Universidad, regresó a la investigación sobre las mujeres rurales repensando su situación más de una década después de sus primeras investigaciones. Junto a Carmen Diana Deere, realizó un estudio comparativo en doce países de América Latina en el que ambas autoras explican la desigualdad por las preferencias masculinas en el otorgamiento de la herencia, por los privilegios que tienen los hombres en el matrimonio, por los sesgos masculinos de las políticas y programas estatales de distribución de tierras y por los sesgos de género masculino que existen en el mercado laboral.

## Investigaciones

### Mujeres rurales
En 1980 publicó la investigación Mujer y capitalismo agrario: Estudio de cuatro regiones colombianas, destacada por el reconocimiento que realiza sobre el aporte del trabajo de las mujeres campesinas y su contribución a la acumulación del capital. El trabajo estuvo influenciado por el trabajo previo de la economista danesa Esther Boserup (1970) sobre estudios y políticas sobre Mujer en Desarrollo (MED) que posteriormente Magdalena León de Leal cuestionó  por el predominio causal, Este es  el primer trabajo conjunto con Carmen Diana Deere, al que seguirán numerosas colaboraciones de ambas en investigaciones sobre mujeres rurales.
El marco teórico marxista leninista estableció tres niveles de análisis: la división internacional del trabajo en un escenario de relaciones de dependencia entre países desarrollados y subdesarrollados, determinadas por las relaciones de producción y el capital internacional; la división social del trabajo en la cual se examinaron la incorporación de las formaciones sociales al proceso de acumulación del capitalismo mundial, sus vínculos con el capital nacional, las estructuras de producción y el mercadeo interno y la formación de las clases sociales; y la división sexual del trabajo en el sistema de producción agrícola y en el interior de los hogares campesinos. La relación y la influencia de los dos primeros niveles sobre la división sexual del trabajo permitieron, a su vez, establecer las funciones que desempeñaban las mujeres rurales en la producción social y en la producción y reproducción doméstica. Entre sus principales conclusiones, el estudio señala que la división sexual del trabajo, es decir, la participación de hombres y mujeres tanto en el mercado laboral como en los hogares campesinos, está determinada, como lo señala la economía marxista, por el control y el acceso que se tenga a los medios de producción, los cuales se encuentran bajo el dominio y  propiedad de la clase hegemónica. Por tanto los dueños de los medios de producción establecen las reglas de participación por sexo, tanto en términos económicos como ideológicos. En consecuencia, la división sexual del trabajo se explica como producto de la división social del trabajo y de las relaciones de producción propias del sistema capitalista.
Entre 1981 y 1982 compiló y publicó la colección de tres tomos: Debate sobre la mujer en América Latina y el Caribe. En el artículo Política agraria en Colombia y debate sobre políticas para la mujer rural señaló los logros y las limitaciones de la política para la mujer rural formulada en 1984. Consideró, con una argumentación estrictamente marxista, que mientras no se tenga la voluntad política de transformar las estructuras económicas que impiden el acceso y el control de la tierra,no se obtendrán los logros esperados, punto aplazado por la reforma agraria.
En 1986 publicó el estudio La mujer y la política agraria en América Latina, en el que hizo visible el trabajo de las mujeres rurales, a las que reconoció como productoras agrícolas, y caracterizó la economía campesina en América Latina como un sistema agrícola familiar, tesis contraria a la de Boserup, quien la interpretó como un sistema agrícola masculino. En el estudio se hace explícito el enfoque de género, así como su relación e interdependencia no sólo con la clase social, sino con la etnia, el ciclo vital familiar y la edad.
En 2001 León volvió a tratar el tema de la mujer rural con el objetivo de repensar su situación dos décadas después y lo hizo de nuevo junto a Carmen Diana Deere. El resultado cristalizó en el libro Género, propiedad y empoderamiento: tierra, Estado y mercado en América Latina (2001), un estudio comparativo que abarca doce países en el que las autoras demuestran que la desigualdad de género en la propiedad de la tierra en América Latina tiene su origen en la familia, la comunidad, el Estado y las relaciones de mercado.
Las autoras desarrollaron conceptual y empíricamente la misma propuesta teórica de Nancy Fraser, en el sentido de que se requieren acciones integrales que den salida de manera simultánea tanto a las demandas relacionadas con la igualdad y la redistribución, como a las referidas a las diferencias y el reconocimiento.
En 2011 publicó también junto a Carmen Diana Deere el libro Land and Property Rights in Latin America, un análisis multidisciplinario sobre género y propiedad en América Latina que ha servido de referencia en los análisis  feministas sobre desigualdad y género en la región. La obra comparó la situación de las mujeres casadas en América Latina con la de Estados Unidos e Inglaterra a principios del siglo XIX, demostrando la importancia de la noción de igualdad formal de las mujeres ante la ley para avanzar y la necesidad de reconocer el trabajo que realizan las mujeres en el marco agrario con el fin de asegurarles el control de los activos productivos, especialmente la propiedad de la tierra, clave para la reducción de la pobreza que las afecta especialmente.

### Trabajadoras domésticas
Desde 1981 hasta 1986 desarrolló el proyecto Acciones para transformar las condiciones socio-laborales del servicio doméstico en Colombia, un proyecto que pretendía no sólo comprender el fenómeno como tal, sino modificar las relaciones laborales del servicio doméstico. El trabajo tuvo influencia en la legislación laboral y permitió alcanzar el reconocimiento de los derechos de las trabajadoras domésticas, entre ellos la ley que les dio el acceso a la seguridad social. Esta investigación generó procesos de reflexión individual y colectiva entre las empleadas y las empleadoras, y promovió la organización del gremio de mujeres en cuanto trabajadoras domésticas y ciudadanas.

### Mujer, género, política y políticas
Entre 1981 y 1982 compiló y publicó la colección de tres tomos Debate sobre la mujer en América Latina y el Caribe (1982). En la introducción de la compilación León planteó la necesidad de una perspectiva integral dirigida a «cambiar la división sexual del trabajo dentro y fuera del hogar así como los factores que afectan la socialización de los roles sexuales y las relaciones de poder entre los sexos». Cuestionó la orientación del enfoque Mujer en el Desarrollo por el predominio causal, y por tanto explicativo, que le otorgaba a la variable clase sobre la de sexo y argumentaba que las revoluciones socialistas y marxistas no produjeron cambios en la división sexual del trabajo. Y consideraba que la categoría mujer, en sí misma no es homogénea sino que presenta diferencias sustanciales determinadas, entre otras razones, por la clase social. Por último, consideraba importante como objetivo del desarrollo la igualdad entre hombres y mujeres.

### Familia identidad y derechos sexuales y reproductivos
Entre 1995 y 1996 desarrolló un nuevo bloque temático en dos textos: Género e identidad. Ensayos sobre lo femenino y lo masculino (1995), compilado por Luz Gabriela Arango, Magdalena León y Mara Viveros, y su ensayo Políticas de población vs. fundamentalismos religiosos (1996), publicado en la revista Foro. En ambas obras se trabaja la cuestión de identidades de género desde diferentes perspectivas feministas: cuerpo e identidad, mujeres, lenguaje y cultura, masculinidades, prostitución y violencia, y familia e identidades, entre otros temas. Magdalena León de Leal planteó la cuestión de la familia nuclear como la institución en la cual se consolidan de manera hegemónica las identidades masculina y femenina, origen, a su vez, de las desigualdades de género.

## Premios y reconocimientos
- 1999 Medalla al Mérito Universitario de la Universidad Nacional de Colombia por su trabajo en la docencia, investigación y extensión.
- 1999 Concesión de la Orden Policarpa Salvarrieta de la Cámara de Representantes con motivo del 8 de marzo por su trabajo de investigación sobre mujer y género.
- 2000 Premio Nacional al Mérito Científico en la categoría de Investigador de Excelencia de la Asociación Colombiana para el Avance de la Ciencia.
- 2002 premio Best Book Prize of NECLAS, The New England Council on Latin American Studies por su obra Empowering Women: Land and Property Rights in Latin América.[5]
- 2003 Premio Ryce Wood Book Award, LASA al mejor libro por Empowering Women: Land and Property Rights in Latin América.

## Publicaciones
Entre sus principales publicaciones se encuentran: 
- Las clases medias y la dependencia externa en Colombia (1971)
- Leal, Magdalena León de (1977). La Mujer y el desarrollo en Colombia. Asociación Colombiana para el Estudio de la Población.
- Deere, Carmen Diana; Leal, Magdalena León de (1980). Mujer y capitalismo agrario: estudio de cuatro regiones colombianas. Asociación Colombiana para el Estudio de la Población.
- Deere, Carmen Diana; Leal, Magdalena León de (1982). Women in Andean agriculture: peasant production and rural wage employment in Colombia and Peru (en inglés). International Labour Office. ISBN 9789221031062.
- Leal, Magdalena León de; Deere, Carmen Diana; Marulanda, Nohra Rey de (1982). Debate sobre la mujer en América Latina y el Caribe: Sociedad subordinación y feminismo. Asociación Colombiana para el Estudio de la Población.
- Leal, Magdalena León de; Batli, Srilatha (1997). Poder y empoderamiento de las mujeres. UN, Facultad de Ciencias Humanas. ISBN 9789586017350.
- Leal, Magdalena León de (1998). Mujer rural y desarrollo: reforma agraria y contrarreforma en el Perú : hacia un análisis de género. Ediciones Flora Tristán.
- Leal, Magdalena León de; Deere, Carmen Diana; (professor.), Elizabeth García; V, Julio César Trujillo (1999). Género y derechos de las mujeres a la tierra en Ecuador. Consejo Nacional de las Mujeres.
- Leal, Magdalena León de; Feijoó, Mariá del Carmen; Sociales), Programa Latinoamericano de Investigación y Formación sobre la Mujer (Consejo Latinoamericano de Ciencias (1993). Tiempo y espacio: las luchas sociales de las mujeres latinoamericanas. CLACSO.
- Leal, Magdalena León de; Alvarez, Sonia E. (1994). Mujeres y participación política: avances y desafíos en América Latina. TM Editores. ISBN 9789586014793.
- Deere, Carmen Diana; Leal, Magdalena León de (1999). Mujer y tierra en Guatemala. AVANCSO Asociación para el Avance de Ciencias Sociales en Guatemala.
- Deere, Carmen Diana; Leal, Magdalena León de (1 de enero de 1999). Towards a gendered analysis of the Brazilian agrarian reform (en inglés). Center for Latin American & Caribbean Studies, University of Connecticut.
- Deere, Carmen Diana; Leal, Magdalena León de (1997). Women and land rights in the Latin American neo-liberal counter-reforms (en inglés). Women in International Development, Michigan State University.
- Deere, Carmen Diana; Leal, Magdalena León de (2001 - 2014). Empowering Women: Land and Property Rights in Latin America (en inglés). University of Pittsburgh Pre. ISBN 9780822972327.
- Deere, Carmen Diana; Leal, Magdalena León de (2002). Género, propiedad y Empoderamiento: tierra, estado y mercado en América Latina. PUEG. ISBN 9789683699367.
- Leal, Magdalena León de; Baldez, Lisa (2005). Nadando contra la corriente: mujeres y cuotas políticas en los países andinos. UNIFEM.
- Leal, Magdalena León de; Sáenz, Eugenia Rodríguez (2005). Ruptura de la inequidad?: propiedad y género en la América Latina del siglo XIX. Siglo del Hombre Editores. ISBN 9789586650748.